# Final da Liga das Nações da CONCACAF de 2022–23
A final da Liga das Nações da CONCACAF de 2023 foi uma partida de futebol entre as seleções do Canadá e os Estados Unidos, para determinar o campeão da primeira divisão da Liga das Nações da CONCACAF de 2022–23. Foi disputada no dia 18 de junho de 2023, no Allegiant Stadium, em Paradise, Nevada, Estados Unidos, na área de Las Vegas, que havia sediado a fase final.
Os Estados Unidos venceram a final pelo placar de 2–0, garantindo o segundo título consecutivo da competição, com gols de Chris Richards e Folarin Balogun [en] no primeiro tempo. O meio-campista americano Giovanni Reyna foi eleito o melhor em campo por suas duas assistências. O Canadá terminou como vice-campeão em sua primeira final da Liga das Nações, que também foi a primeira final de um torneio da CONCACAF desde a Copa Ouro de 2000.

## Sede da final

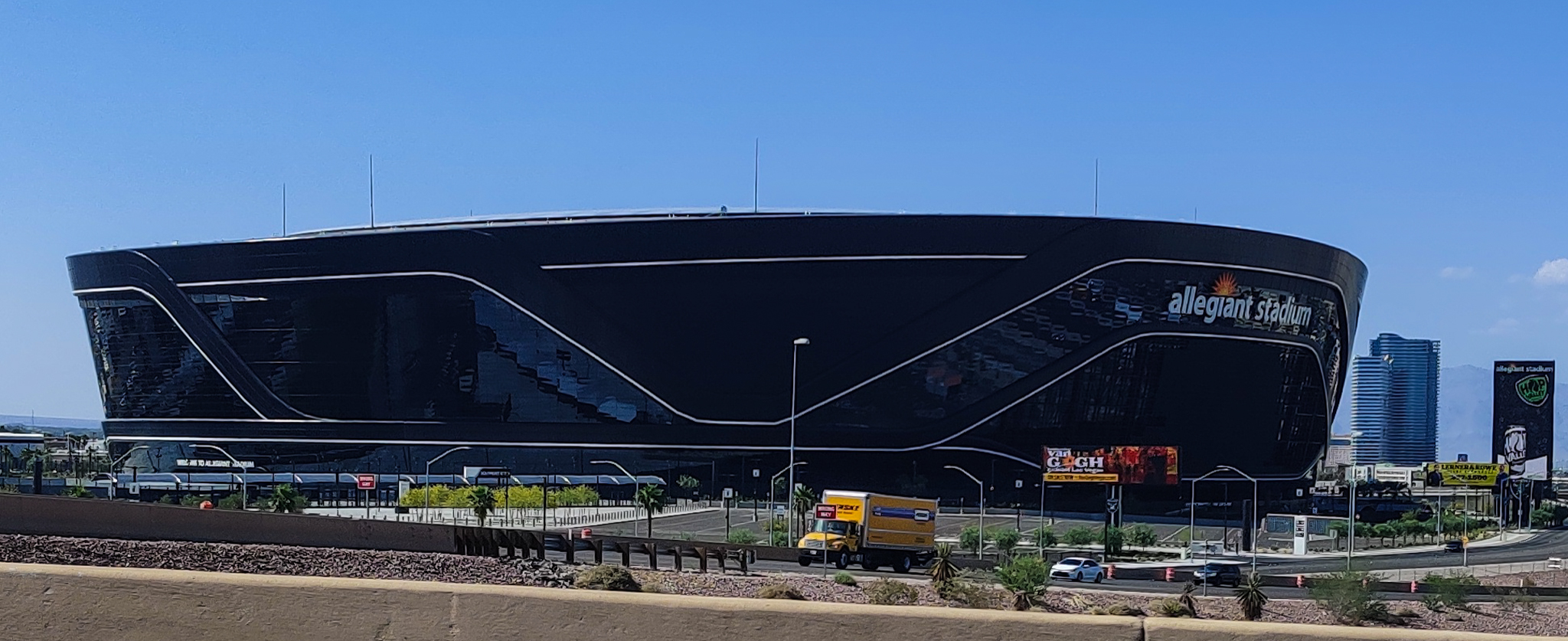
Allegiant Stadium, sede da final.

A partida foi disputada no Allegiant Stadium, um estádio coberto na comunidade de Paradise, Nevada, na área de Las Vegas, nos Estados Unidos. O estádio tem capacidade para 65 mil espectadores, e é casa dos Las Vegas Raiders, da National Football League, tinha uma superfície de grama retrátil, e foi projetado para acomodar o futebol. Toda a fase final da competição foi realizada no estádio, com dois conjuntos de "doubleheaders" para ambas as rodadas. Foi a segunda final de um torneio da CONCACAF no estádio, após a final da Copa Ouro de 2021.

## Transmissão
A partida foi transmitida pela televisão dos Estados Unidos pela Univision e TUDN [en] em espanhol. Foi veiculado em inglês pela Paramount+, serviço de streaming online, com cobertura da  CBS Sports. A transmissão canadense foi produzida pelo serviço de streaming online OneSoccer [en] e transmissão simultânea pela Telus Optik TV [en].

## Partida

### Resumo
Os Estados Unidos entraram na final sem vários jogadores: McKennie e Dest foram suspensos, enquanto Miles Robinson [en] estava lesionado. Callaghan nomeou Joe Scally [en] e Walker Zimmerman para substituir Dest e Robinson na defesa, enquanto Brenden Aaronson substituiria McKennie no meio-campo. Foi a escalação mais jovem dos Estados Unidos em uma final de torneio, com idade média de 23 anos e 314 dias. A escalação titular do Canadá teve duas mudanças em relação à semifinal contra o Panamá: o zagueiro Scott Kennedy [en] substituiu Steven Vitória; e o meio-campista Jonathan Osorio [en] foi titular no lugar de  Tajon Buchanan.
O Canadá começou a partida com maior posse de bola, mas ficou vulnerável aos contra-ataques dos Estados Unidos. O primeiro gol da final veio de um escanteio de Reyna aos 12 minutos, cabeceado por Chris Richards à queima-roupa. Folarin Balogun [en] - que havia ingressado recentemente na seleção dos Estados Unidos - errou uma cabeçada de bola parada aos 28 minutos, mas marcou o segundo gol do time aos 34 minutos. Uma reviravolta no meio-campo permitiu a Reyna receber a bola e passá-la para a corrida de Balogun para a área. Poucos minutos depois, o Canadá teve duas chances de marcar que forçaram duas defesas de Matt Turner e uma folga de Antonee Robinson. Richards e Balogun registraram seus primeiros gols internacionais, tornando-se os primeiros jogadores dos EUA a marcar seu gol de estreia na final de um torneio. Os Estados Unidos entraram no intervalo com uma vantagem de 2–0.
Reyna foi substituído por Luca de la Torre no intervalo devido a problemas de lesão, após ser abordado por Alistair Johnston [en] nos acréscimos. Os Estados Unidos continuaram a pressionar o Canadá e tiveram duas chances de fazer o terceiro gol: Richards recebeu um passe errado e seu cabeceamento acertou a trave aos 55 minutos; foi rapidamente seguido por um chute de Balogun em cobrança de escanteio que foi bloqueado na linha por Kennedy. John Herdman trouxe dois defensores, além de Buchanan, aos 61 minutos para o Canadá mudar a forma do time, já que continuava a ter mais posse de bola, mas poucas chances de marcar; os 10 chutes do time foram todos de fora da área. Cyle Larin perdeu duas chances de marcar para o Canadá aos 67 minutos - um chute rasteiro que foi bloqueado e uma sequência que passou por cima da trave. Os Estados Unidos mais tarde passaram para uma defesa de três homens para encerrar a partida, que terminou com uma vitória por 2–0. Reyna foi eleito o melhor em campo por seu desempenho no primeiro tempo.

## Pós-jogo
Os Estados Unidos conquistaram o segundo título consecutivo da Liga das Nações e o nono troféu internacional; como campeões da competição, eles também garantiram um prêmio em dinheiro de US$ 1 milhão do torneio. Um mês depois de assumir o cargo de técnico interino, Callaghan ganhou seu primeiro troféu; ele permaneceu como técnico principal até o retorno de Berhalter após a Copa Ouro de 2023. Com a vitória, os Estados Unidos também ampliaram sua invencibilidade em casa contra o Canadá para 22 partidas, com a derrota mais recente em 1957, durante as eliminatórias para a Copa do Mundo FIFA de 1958.
Atiba Hutchinson, capitão do Canadá, aposentou-se do futebol internacional após a partida - sua 104ª partida pela seleção nacional. Herdman atribuiu a derrota do Canadá à falta de recursos, já que eles tiveram apenas quatro dias para se preparar para o torneio devido aos problemas financeiros que a Associação Canadense de Futebol enfrentou.